# Sikucin (gromada)
Sikucin – dawna gromada, czyli najmniejsza jednostka podziału terytorialnego Polskiej Rzeczypospolitej Ludowej w latach 1954–1972.
Gromady, z gromadzkimi radami narodowymi (GRN) jako organami władzy najniższego stopnia na wsi, funkcjonowały od reformy reorganizującej administrację wiejską przeprowadzonej jesienią 1954 do momentu ich zniesienia z dniem 1 stycznia 1973, tym samym wypierając organizację gminną w latach 1954–1972.
Gromadę Sikucin siedzibą GRN w Sikucinie utworzono – jako jedną z 8759 gromad na obszarze Polski – w powiecie sieradzkim w woj. łódzkim, na mocy uchwały nr 38/54 WRN w Łodzi z dnia 4 października 1954. W skład jednostki weszły obszary dotychczasowych gromad Sikucin, Boczki, Reduchów i Kotlinki ze zniesionej gminy Szadek w tymże powiecie. Dla gromady ustalono 11 członków gromadzkiej rady narodowej.
Gromadę zniesiono 1 stycznia 1959, a jej obszar włączono do gromad Rossoszyca (wieś i parcelację Boczki, wieś i osadę Boczki Kobylskie, kolonię Zacharki oraz wieś, osadę, kolonię i osadę młyńska Kobyla Chmielowa) i Wielka Wieś (kolonię Hamentów, wieś i kolonię Sikucin, osadę młyńską Reduchów-Babieniec, wieś, kolonię i parcelację Reduchów, wieś i osadę leśną Jamno, wieś i kolonię Kotlinki oraz wieś i parcelację Kotliny) w tymże powiecie.